# ピトケアン諸島の現地指導者一覧
ピトケアン諸島の現地指導者一覧（ピトケアンしょとうのげんちしどうしゃいちらん）は、イギリスの海外領土であるピトケアン諸島の政府の長の一覧。1999年以降の肩書は島司（とうし、Mayor）である。

## 現地指導者の一覧
| 任期                           | 職名       | 人物                                           | 備考  |
| ------------------------------ | ---------- | ---------------------------------------------- | ----- |
| 1790年1月23日 - 1793年10月3日  | 首領       | フレッチャー・クリスチャン                     |       |
| 1793年10月3日 - 1800年12月25日 | 首領       | エドワード・ヤング                             |       |
| 1800年12月25日 - 1829年3月5日  | 首領       | ジョン・アダムズ                               |       |
| 1829年3月5日 - 1832年10月      | 空席       | 空席                                           | 空席  |
| 1832年10月 - 1838年            | 島長       | ジョシュア・ヒル                               | 追放  |
| 1838年 - 1839年                | 執政       | エドワード・クィンタル                         |       |
| 1840年 - 1841年                | 執政       | アーサー・クィンタル1世                        |       |
| 1842年                         | 執政       | フレッチャー・クリスチャン2世                  |       |
| 1843年                         | 執政       | マシュー・マッコイ                             | 1期目 |
| 1844年                         | 執政       | サースディ・オクトバー・クリスチャン2世        | 1期目 |
| 1845年 - 1846年                | 執政       | アーサー・クィンタル2世                        | 1期目 |
| 1847年                         | 執政       | チャールズ・クリスチャン2世                    |       |
| 1848年                         | 執政       | ジョージ・アダムズ                             |       |
| 1849年                         | 執政       | サイモン・ヤング                               |       |
| 1850年                         | 執政       | アーサー・クィンタル2世                        | 2期目 |
| 1851年                         | 執政       | サースディ・オクトバー・クリスチャン2世        | 2期目 |
| 1852年                         | 執政       | エイブラハム・ブラッチリー・クィンタル         |       |
| 1853年                         | 執政       | マシュー・マッコイ                             | 2期目 |
| 1854年                         | 執政       | アーサー・クィンタル2世                        | 3期目 |
| 1855年 - 1856年3月3日          | 執政       | ジョージ・マーティン・フレデリック・ヤング     |       |
| 1856年 - 1864年                | 空席       | 空席                                           | 空席  |
| 1864年                         | 執政       | サースディ・オクトバー・クリスチャン2世        | 3期目 |
| 1865年 - 1866年                | 執政       | モーゼス・ヤング                               | 1期目 |
| 1867年                         | 執政       | サースディ・オクトバー・クリスチャン2世        | 4期目 |
| 1868年                         | 執政       | ロバート・ピトケアン・バフェット               |       |
| 1869年                         | 執政       | モーゼス・ヤング                               | 2期目 |
| 1870年 - 1872年                | 執政       | ジェームズ・ラッセル・マッコイ                 | 1期目 |
| 1873年 - 1874年                | 執政       | サースディ・オクトバー・クリスチャン2世        | 5期目 |
| 1875年                         | 執政       | モーゼス・ヤング                               | 3期目 |
| 1876年 - 1877年                | 執政       | サースディ・オクトバー・クリスチャン2世        | 6期目 |
| 1878年 - 1879年                | 執政       | ジェームズ・ラッセル・マッコイ                 | 2期目 |
| 1880年                         | 執政       | サースディ・オクトバー・クリスチャン2世        | 7期目 |
| 1881年                         | 執政       | モーゼス・ヤング                               | 4期目 |
| 1882年                         | 執政       | サースディ・オクトバー・クリスチャン2世        | 8期目 |
| 1883年                         | 執政       | ジェームズ・ラッセル・マッコイ                 | 3期目 |
| 1884年 - 1885年                | 執政       | ベンジャミン・スタンレー・ヤング               | 1期目 |
| 1886年 - 1889年                | 執政       | ジェームズ・ラッセル・マッコイ                 | 4期目 |
| 1890年 - 1891年                | 執政       | チャールズ・カールトン・ヴィーダー・ヤング     |       |
| 1892年                         | 執政       | ベンジャミン・スタンレー・ヤング               | 2期目 |
| 1893年 - 1896年                | 評議会議長 | ジェームズ・ラッセル・マッコイ                 | 5期目 |
| 1897年                         | 評議会議長 | ウィリアム・アルフレッド・ヤング               | 1期目 |
| 1897年 - 1904年                | 評議会議長 | ジェームズ・ラッセル・マッコイ                 | 6期目 |
| 1904年                         | 評議会議長 | ウィリアム・アルフレッド・ヤング               | 2期目 |
| 1904年 - 1906年                | 執政       | ジェームズ・ラッセル・マッコイ                 | 7期目 |
| 1907年                         | 執政       | アーサー・ハーバート・ヤング                   |       |
| 1908年                         | 執政       | ウィリアム・アルフレッド・ヤング               | 3期目 |
| 1909年                         | 執政       | マシュー・エドモンド・マッコイ                 |       |
| 1910年 - 1919年                | 執政       | ガラード・ブロムレイ・ロバート・クリスチャン   |       |
| 1920年                         | 執政       | チャールズ・リチャード・パーキン・クリスチャン | 1期目 |
| 1921年                         | 執政       | フレデリック・マーティン・クリスチャン         | 1期目 |
| 1922年                         | 執政       | チャールズ・リチャード・パーキン・クリスチャン | 2期目 |
| 1923年 - 1924年                | 執政       | エドガー・アレン・クリスチャン                 | 1期目 |
| 1925年                         | 執政       | チャールズ・リチャード・パーキン・クリスチャン | 3期目 |
| 1926年 - 1929年                | 執政       | エドガー・アレン・クリスチャン                 | 2期目 |
| 1930年 - 1931年                | 執政       | アーサー・ハーバート・ヤング                   |       |
| 1932年                         | 執政       | エドガー・アレン・クリスチャン                 | 3期目 |
| 1933年 - 1934年                | 執政       | チャールズ・リチャード・パーキン・クリスチャン | 4期目 |
| 1935年 - 1939年                | 執政       | エドガー・アレン・クリスチャン                 | 4期目 |
| 1940年                         | 執政       | アンドルー・クラレンス・デイヴィッド・ヤング   |       |
| 1941年                         | 執政       | フレデリック・マーティン・クリスチャン         | 2期目 |
| 1942年                         | 執政       | チャールズ・リチャード・パーキン・クリスチャン | 5期目 |
| 1943年                         | 執政       | フレデリック・マーティン・クリスチャン         | 3期目 |
| 1944年                         | 執政       | チャールズ・リチャード・パーキン・クリスチャン | 6期目 |
| 1945年 - 1948年                | 執政       | ノリス・ヘンリー・ヤング                       |       |
| 1949年                         | 執政       | チャールズ・リチャード・パーキン・クリスチャン | 7期目 |
| 1950年 - 1951年                | 執政       | ウォーレン・クリーブ・クリスチャン             | 1期目 |
| 1952年 - 1954年                | 執政       | ジョン・ロレンツォ・クリスチャン               | 1期目 |
| 1955年 - 1957年                | 執政       | チャールズ・リチャード・パーキン・クリスチャン | 8期目 |
| 1958年 - 1960年                | 執政       | ウォーレン・クリーブ・クリスチャン             | 2期目 |
| 1961年 - 1966年                | 執政       | ジョン・ロレンツォ・クリスチャン               | 2期目 |
| 1967年 - 1975年12月            | 執政       | パーヴィス・フェリス・ヤング                   |       |
| 1975年12月 - 1984年12月        | 執政       | イヴァン・クリスチャン                         |       |
| 1984年12月 - 1991年1月1日      | 執政       | ブライアン・ヤング                             |       |
| 1991年1月1日 - 1999年12月7日   | 執政       | ジェイ・ウォーレン                             | 1期目 |
| 1999年12月7日 - 2004年11月8日  | 島司       | スティーブ・クリスチャン                       | 罷免  |
| 2004年11月8日 - 2004年12月15日 | 島司       | ブレンダ・クリスチャン                         |       |
| 2005年1月1日 - 2007年12月31日  | 島司       | ジェイ・ウォーレン                             | 2期目 |
| 2008年1月1日 - 2013年12月31日  | 島司       | マイク・ウォーレン                             |       |
| 2014年1月1日 - 2019年12月31日  | 島司       | ショーン・クリスチャン                         |       |
| 2020年1月1日 - 2022年12月31日  | 島司       | シャーリーン・ウォーレン・ペウ                 |       |
| 2023年1月1日 -                 | 島司       | サイモン・ヤング                               |       |